# Moulins-Saint-Hubert
Moulins-Saint-Hubert település Franciaországban, Meuse megyében. Lakosainak száma 186 fő (2022. január 1.). Moulins-Saint-Hubert Vaux-lès-Mouzon, Autréville-Saint-Lambert és Mouzon községekkel határos.

## Népesség
A település népességének változása:
| Lakosok száma | 156  | 163  | 173  | 167  | 174  | 174  | 176  | 178  | 181  | 186  |
|               | 1968 | 1982 | 1990 | 2006 | 2013 | 2015 | 2017 | 2019 | 2020 | 2022 |